# Liste der Naturdenkmale in Fuldatal
Die Liste der Naturdenkmale in Fuldatal nennt die auf dem Gebiet der Gemeinde Fuldatal im Landkreis Kassel in Hessen gelegenen Naturdenkmale. Dies sind gegenwärtig Bäume an 6 Standorten und das Flächenhafte Naturdenkmal „Feuchtgebiet Die Bruchwiesen im Rohrbach“.

## Bäume
| Bild                          | Bezeichnung | Ortsteil, Lage                                | Beschreibung | Art             | Nr.      |
| ----------------------------- | ----------- | --------------------------------------------- | --- | --------------- | -------- |
| mehr Fotos \| Fotos hochladen | 1 Eiche     | Rothwesten 51° 22′ 59,4″ N, 9° 32′ 50,4″ O    | Stieleiche ca. 600 m östlich des Ortsrandes von Rothwesten. Der Baum steht an einem Feldweg nordöstlich vom Gut Eichenberg, „Am Bodenweg“. Nur etwa 300 m weiter östlich befindet sich das Naturdenkmal Eichenallee (s. u.). Stammumfang: 4,05 m Höhe: 19 m Pflanzjahr: ca. 1905 OSM-Link zur Kartendarstellung: Eiche bei Rothwesten, Gut Eichenberg                                                           | Quercus robur   | 6.33.242 |
| mehr Fotos \| Fotos hochladen | 1 Eiche     | Rothwesten 51° 23′ 35″ N, 9° 31′ 8,6″ O       | Stieleiche ca. 500 m nördlich des Ortsrandes von Rothwesten. Der Baum steht an der Winterbürener Straße, dem Zufahrtsweg zum Gut Winterbüren. In etwa 6 m Höhe ist der Hauptstamm abgesägt. Stammumfang: 4,50 m Höhe: 23 m Pflanzjahr: ca. 1825 OSM-Link zur Kartendarstellung: Eiche bei Rothwesten, Gut Winterbüren                                                                                           | Quercus robur   | 6.33.243 |
| mehr Fotos \| Fotos hochladen | 1 Linde     | Simmershausen 51° 22′ 15,2″ N, 9° 31′ 9,4″ O  | Winterlinde am nördlichen Ortsrand von Simmerhausen. Standort des Baumes ist das Kriegerdenkmal an der Karlstraße. Die unteren Äste der Linde wachsen nahezu waagerecht, sie wurden allerdings durch angebrachte Seile vom Hauptstamm aus gesichert. Stammumfang: 3,65 m Höhe: 16 m Pflanzjahr: ca. 1875 OSM-Link zur Kartendarstellung: Linde in Simmershausen                                                 | Tilia cordata   | 6.33.244 |
| mehr Fotos \| Fotos hochladen | 1 Eiche     | Simmershausen 51° 21′ 45,3″ N, 9° 30′ 31,6″ O | Stieleiche ca. 600 m südöstlich des Ortsrandes von Simmershausen. Der Baum steht am Rande eines Waldstreifens, im Gebiet „Die Rohrbachswiesen“. Stammumfang: 4,05 m Höhe: 20 m Pflanzjahr: ca. 1885 OSM-Link zur Kartendarstellung: Eiche bei Simmershausen | Quercus robur   | 6.33.245 |
| mehr Fotos \| Fotos hochladen | 1 Buche     | Wahnhausen 51° 21′ 53″ N, 9° 34′ 4,4″ O       | Rotbuche Am östlichen Ortsrand von Wahnhausen. Der Baum steht an einem steilen Hang direkt nördlich neben der Kirche. In der Krone der Buche wurden Sicherungsmaßnahmen durch Seile durchgeführt. Stammumfang: 3,95 m Höhe: 26 m Pflanzjahr: ca. 1855 OSM-Link zur Kartendarstellung: Buche an der Kirche von Wahnhausen                                                                                        | Fagus sylvatica | 6.33.246 |
| mehr Fotos \| Fotos hochladen | Eichenallee | Rothwesten 51° 22′ 57,9″ N, 9° 33′ 2,6″ O     | Stieleichen ca. 1 km östlich des Ortsrandes von Rothwesten, östlich von Gut Eichenberg. Die etwa 200 m lange Allee aus 53 Bäumen steigt leicht von Osten nach Westen an. Der Wanderweg Kasselsteig verläuft zwischen den beiden beeindruckenden Baumreihen. Stammumfang: 1,50 – 2,80 m Höhe: 20 m Pflanzjahr: ca. 1905–1925 OSM-Link zur Kartendarstellung: Der westlichste Baum der Eichenallee bei Rothwesten | Quercus robur   | 6.33.247 |

## Flächenhafte Naturdenkmale
| Bild           | Bezeichnung                              | Ortsteil, Lage                                                  | Beschreibung | Nr.      |
| -------------- | ---------------------------------------- | --------------------------------------------------------------- | --- | -------- |
| weitere Bilder | Feuchtgebiet Die Bruchwiesen im Rohrbach | Ihringshausen und Simmershausen 51° 21′ 41,7″ N, 9° 30′ 54,1″ O | Feuchtbrache mit Großseggenried, Gehölzen, Tümpeln und Galeriewald südlich von Simmerhausen. Durch das Naturdenkmal fließt der Rohrbach, außerdem existieren Quellsumpf-Bereiche. Das Wasser ist stellenweise rostbraun verfärbt und auf seiner Oberfläche finden sich bunte Schlieren. Dies ist auf Eisenbestandteile im Wasser und die Tätigkeit von Eisenbakterien zurückzuführen. Fläche: ca. 3,0 ha OSM-Link zur Kartendarstellung: „Feuchtgebiet Die Bruchwiesen im Rohrbach“ | 6.33.241 |

## Belege
1. ↑  Nach dem amtlichen Kataster der Unteren Naturschutzbehörde des Landkreises Kassel und vor Ort Recherche 2016/2017.
2. ↑  Messung 2020-12-06 in h=1,30 m bei Hangmitte
3. 1 2 3 4 5 6  Angaben zu Stammumfang (sofern keine eigene Messung), Größe und Pflanzjahr nach Rüdiger Germeroth, Horst Koenies, Reiner Kunz: Natürliches Kulturgut - Vergangenheit und Zukunft der Naturdenkmale im Landkreis Kassel, Herausgeber: Kreisausschuss des Landkreises Kassel, Untere Naturschutzbehörde, Wolfhagen, 2005, Anhang "Bäume" S. 186 ff. Das Pflanzjahr wurde über das dort geschätzte Alter und das Erscheinungsjahr (2005) der Publikation zurückgerechnet.
4. ↑  Messung 2020-11-20 in h=1,30 m
5. ↑  Messung 2020-12-06 in h=1,30 m
6. ↑  Messung 2020-12-06 in h=1,30 m bei Hangmitte
7. ↑  Angaben nach Rüdiger Germeroth, Horst Koenies, Reiner Kunz: Natürliches Kulturgut - Vergangenheit und Zukunft der Naturdenkmale im Landkreis Kassel, Herausgeber: Kreisausschuss des Landkreises Kassel, Untere Naturschutzbehörde, Wolfhagen, 2005, Anhang "Flächenhafte Naturdenkmale" S. 162 ff.

- Karte mit allen Koordinaten:
- OSM |
- WikiMap